# Pafos (distrikt)
Distrikt Pafos (řecky Επαρχία Πάφου) je jedním z šesti kyperských distriktů. Leží na západním pobřeží Kypru. Hlavní město je Pafos. Celý distrikt je spravovaný mezinárodně uznávanou vládou Kypru. V distriktu jsou čtyři města: Pafos, Yeroskipou, Peyia a Polis Chysochous. Rozloha je 1 393 km², což je 15,1% území celého ostrova. V roce 2011 zde žilo 88 266 obyvatel.
Distrikt leží v pobřežní oblasti, která je charakteristická svými zálivy, jeskyněmi, plážemi a malými ostrůvky. Na severozápadě distriktu je poloostrov Akamas, na kterém leží národní park, ve kterém žijí chráněné Karety obrovské.